# Amicia medicaginea
Amicia medicaginea là một loài thực vật có hoa trong họ Đậu. Loài này được Griseb. miêu tả khoa học đầu tiên.